# Елос Елонга-Екакія
Елос Елонга-Екакія (фр. Elos Elonga-Ekakia, нар. 5 лютого 1974) — заїрський, згодом конголезький футболіст, що грав на позиції нападника за низку бельгійських клубних команд та національну збірну Заїру/ДР Конго.
Дворазовий чемпіон Бельгії. Дворазовий володар Суперкубка Бельгії. 

## Клубна кар'єра
У дорослому футболі дебютував 1993 року виступами на батьківщині за команду «Віта Клуб». Згодом перебрався до Бельгії, де приєднався спочатку до «Беверена», а згодом до «Локерена».
Сезон 1998/99 провів у «Брюгге», після чого приєднався до «Андерлехта». У складі цієї команди відразу став однією з важливих фігур у лінії нападу, встугнувши відзначитися 10-ма голами у 28 іграх переможного для «Андерлехта» сезону 1999/2000. Того ж 2000 року 26-річний гравець потрапив в автомобільну аварію, отримавши складі травми шиї і коліна.
За півроку після ДТП повернувся до тренувань, проте повернути ігрову форму не зумів. 2001 року залишив «Андерлехт», згодом епізодично пограв лише за нижчолігові «Франк Борен» та «Грімберген».

## Виступи за збірну
1994 року дебютував в офіційних матчах у складі національної збірної Заїру (з 1997 року — Демократичної Республіки Конго).
У складі збірної був учасником Кубка африканських націй 1994 року в Тунісі.
Загалом протягом п'ятирічної кар'єри в національній команді провів у її формі 8 матчів, забивши 2 голи.
| Дата      | Місто         | Господарі | Результат | Гості    | Турнір                                  | Голи | Примітки |
| --------- | ------------- | --------- | --------- | -------- | --------------------------------------- | ---- | -------- |
| 28-3-1994 | Туніс (місто) | Малі      | 0 – 1     | Заїр     | Кубок африканських націй 1994           | -    | ?' 56'   |
| 30-3-1994 | Туніс (місто) | Туніс     | 1 – 1     | Заїр     | Кубок африканських націй 1994           | -    | 46'      |
| 2-6-1996  | Маврикій      | Маврикій  | 1 – 5     | Заїр     | Відбір до ЧС 1998                       | 2    | 51'      |
| 16-6-1996 | Кіншаса       | Заїр      | 2 – 0     | Маврикій | Відбір до ЧС 1998                       | -    | 74'      |
| 23-2-1997 | Ломе          | Того      | 1 – 1     | ДР Конго | Відбір до Кубка африканських націй 1998 | -    | ?'       |
| 4-10-1998 | Лусака        | Замбія    | 1 – 1     | ДР Конго | Відбір до Кубка африканських націй 2000 | -    | 14' 66'  |
| Усього    |               | Матчів    | 6         |          | Голів                                   | 2    |          |

## Титули і досягнення
- Чемпіон Бельгії (2):

«Андерлехт»: 1999-2000, 2000-2001
- Володар Кубка бельгійської ліги (1):

«Андерлехт»: 1999-2000
- Володар Суперкубка Бельгії (2):

«Брюгге»: 1998
«Андерлехт»: 2000